# Оґонкі (Вармінсько-Мазурське воєводство)
Оґонкі (пол. Ogonki, нім. Schwenten, until 1938 Ogonken) — село в Польщі, у гміні Венґожево Венґожевського повіту Вармінсько-Мазурського воєводства.
Населення — 453 особи (2011).
У 1975-1998 роках село належало до Сувальського воєводства.

## Демографія
Демографічна структура станом на 31 березня 2011 року:
|          | Загалом | Допрацездатний вік | Працездатний вік | Постпрацездатний вік |
| -------- | ------- | ------------------ | ---------------- | -------------------- |
| Чоловіки | 227     | 42                 | 164              | 21                   |
| Жінки    | 226     | 39                 | 138              | 49                   |
| Разом    | 453     | 81                 | 302              | 70                   |